# Абрагам Немет

Абрагам Немет під час церемонії нагородження Премії Джейкоба Болотіна, 2009 рік.

Абрагам Немет (англ. Abraham Nemeth; нар. 16 жовтня 1918 — пом. 2 жовтня 2013)  — американський математик і винахідник. Він був професором математики в Детройтському університеті Мерсі в Детройті, Мічиган. Немет був сліпим, став найбільш відомий завдяки розробці системи для сліпих людей читати та писати математику (Код Немета). Абрагам був обдарованою дитиною і навчився грати на піаніно, використовуючи музичні книги Брайля. Він був неймовірно захоплений тим, що пізніше назвав "красою математики".

## Біографія

### Дитинство та юність
Немет народився 16 жовтня 1918 року в Нью-Йорку в Нижньому Іст-Сайді Манхеттену у великій родині угорських єврейських мігрантів, які володіли їдишем. Він був сліпим від народження внаслідок поєднання макулярної дегенерації та пігментного ретиніту.
Спочатку він відвідував громадські школи, але отримав більшість початкової та середньої освіти в школі Єврейської Гільдії для Сліпих у Йонкерсі, Нью-Йорк.

### Вища освіта
Абрагам отримав вищу освіту в Бруклінському коледжі, де вивчав психологію. Протягом його студентських років, у 1930-х, йому неодноразово відмовляли обирати математику, як його основну спеціалізацію.
На той час вважалося, що сліпа людина не зможе слідкувати за рівняннями та рішеннями написаними на дошці.
Зважаючи на те, що він не міг знайти роботу психолога після випуску в 1940 році, йому порадили зробити себе більш професійно компетентним, отримавши ступінь магістра. Отже, в 1942 році він закінчив Колумбійський університет зі ступенем Магістра Мистецтв з Психології.
Однак, навіть вищий ступінь з такого престижного закладу, як Колумбійський Університет, не допоміг йому знайти роботу в цій сфері.

### Подальше життя
У 1944 році він одружився з Флоренс Вейсман.
Все ще безробітному, йому було доручено декілька завдань від Американського Фонду для Сліпих, включаючи шиття подушкових наволочок на заводі, завантаження ящиків у вантажівки, і лічбу грамофонних голок в конвертах.
Врешті, його дружина запитала: «Ким би ти краще був, безробітним математиком чи безробітним психологом?»
Змотивований розмовами, він покинув свою денну роботу і почав працювати над докторатом з математики в Колумбійському університеті.
Немет почав відвідувати вечірні класи математики, вигадуючи свій власний скорочений спосіб робити розрахунки.
Він також волонтерив як репетитор Вищої Математики для демобілізованих солдатів після Другої світової війни.
Абрагам почав неформально ділитися своїми символами з іншими, і код швидко розповсюджувався та приймався.
У 1950 році він презентував його Американському Спільному Єдиному Комітету Брайля.
В середині 1950-х, Код Немета був прийняти національними групами та включений до книг, надаючи винахіднику новий рівень кар'єри.
У 1955 році Немет був запрошений до Університету Детройту викладати математику зрячим студентам, використовуючи крейду. Він продовжував там викладати аж до виходу на пенсію 1988 року.
Немет продовжував працювати над кодом і під час відставки. Він був активним членом Єврейської організації з дитинства і від виходу на пенсію займався транскрибуванням івритських молитовників на Брайль.
Він також вів активну діяльність в Національній Федерації Сліпих. Він написав декілька коротких історій та виступав для НФС, розповідаючи про своє життя сліпого математика.
У лютому 2006 року він пережив серцевий приступ, але одужав, і достатньо добре почувався, щоб відвідати НФС конвенцію в червні 2006 року та отримати нагороду Льюїса Брайля.
9 липня 2009 року, він був нагороджений Премією Джейкоба Болотіна (висунутий НФС як співотримувач).

## Розробка Коду
Не зважаючи на те, що його математичні навички покращувалися, він зрозумів, що шрифт Брайля не дасть йому більшого. Йому було занадто легко сплутати цифри та літери у певних випадках та занадто обтяжливо постійно уточнювати. Чим більш ускладненою ставала математика, тим більш обмеженим ставав шрифт Брайля.

| Не було способу вирішувати квадратні рівняння, часткові диференціали, тощо, — розповів Джойс Хал, який працював з Доктором Неметом багато років, редагуючи та доповнюючи інструкції для його коду. — Це була одна з тих причин чому вони казали: «Ні, сліпі люди не можуть робити математику». |
На противагу порадам від академічних радників, він почав гратися з шістьома-крапковими клітинками, що є основою Брайля. Наприкінці 1940-х, працюючи в поштовому відділенні Американського Фонду для Сліпих (і граючи на піаніно в Бруклінському барі для додаткових коштів), він вигадав як можна модифікувати шрифт Брайля для математичних потреб. Він зробив символи для основних операцій: додавання та віднімання, а також для складнощів диференціального числення. Він навіть розробив логарифмічну лінійку Брайля.

| Я почав імпровізувати зі шрифтом Брайля та методами, які були однаково ефективні для моїх потреб та універсальні від одного курсу до іншого, — Абрагам Немет якось написав в автобіографічному есе. — Тож це був початок Коду Немета. |
Це було набагато складніше, ніж просто створити цифри від нуля до дев'яти. Доктор Немет спочатку сам повинен був зрозуміти математику на професійному рівні, після того йому потрібно було конвертувати мову математики в єдину систему, яка буде зрозуміла на дотик в Брайлевій системі рельєфних крапок. В математиці використовуються сотні символів з метою позначення дробів або квадратних коренів, вказувати множення, ділення і безліч інших функцій та формул. Кожен з них потребував Брайлівського еквівалента.
В Американському Фонді для Сліпих, Абрагам Немет познайомився з іншим сліпим чоловіком, Кліффордом Вітчером, також винятком епохи, що прийшов до Ейба (скорочено від Абрагама) в потребі таблиці інтегралів.
Я маю одну, — сказав Немет. — Але це мій особистий код. Ти не зможеш її прочитати.
Вітчер переконав Немета навчити його цього коду і миттєво його вподобав. Як виявилося, Кліф Вітчер працював в Комітеті й запросив Немета приготувати звіт для цього комітету для огляду. Він зробив свій звіт одного ранку 1951 року і вже по обіді Код Немета, як він був одразу, і навічно, названий, був одноголосно прийнятий.